# The Walk In
"The Walk In" é o terceiro episódio da segunda temporada da série de televisão americana The Americans, e o 16º episódio geral da série. Ele foi ao ar originalmente pela FX, nos Estados Unidos, em 12 de março de 2014.

## Enredo
Elizabeth e Philip se infiltram em uma fábrica e ele tira fotos de planos para construção de uma hélice. Depois, Elizabeth visita Jared Connors, com a intenção de entregar uma carta de sua mãe, como ela havia prometido antes de sua morte. No entanto, ela muda de ideia sobre entregá-la depois de conhecer sua condição mental. De volta a casa, Paige deixa a escola para rastrear a "tia" de Elizabeth. Stan investiga a história de Dameran no Banco Mundial, para descobrir se é um disfarce para uma tentativa de assassinato de um funcionário da empresa.

## Produção
O episódio foi escrito por Stuart Zicherman e dirigido por Constantine Makris.

## Recepção
O The A.V. Club avaliou o episódio positivamente, dando nota A- ao mesmo.